# الازمع (رماح)
الازمع، هي قرية من فئة (أ) تقع في محافظة رماح، والتابعة لمنطقة الرياض في السعودية. وتبعد الازمع عن محافظة رماح بمسافة تقارب () كم.